# Peter Beckford
Pour les articles homonymes, voir Beckford.
Peter Beckford, né vers 1739 à Iwerne Stepleton, où il est mort le 18 février 1811, est un propriétaire foncier, chasseur, écrivain, collectionneur et mécène anglais.

## Biographie
Fils de Julines Beckford (en), petit-fils du gouverneur et commandant en chef de la Jamaïque Peter Beckford (en), neveu du lord-maire de Londres William Beckford, Beckford a hérité, à la mort de son père, en 1765, de ses biens à Stepleton House, dans la paroisse, du Dorset, d’Iwerne Stepleton.
En 1766, ayant découvert, lors de son Grand Tour en Italie, les talents musicaux de Muzio Clementi, alors âgé de 14 ans, il a conclu un marché avec son père, Nicolo, s’engageant à financer son éducation musicale jusqu’à son vingt-et-unième anniversaire, en échange de quoi celui-ci assurerait l'animation musicale de sa propriété. Clementi a ainsi passé chez lui les sept années suivantes, se consacrant en solitaire à l'étude et à la pratique du clavecin, ce qui lui a également permis de connaître les œuvres d’Ignazio Cirri (en), publiées à Londres, et de s’installer dans cette ville, en 1774, une fois libéré de ses obligations vis-à-vis de son protecteur.
En 1787, juste avant le déclenchement de la Révolution française, il a voyagé en Italie, d’où il a tiré un récit divertissant de son voyage, qui fut publiée quelques années plus tard sous le titre de Familiar Letters from Italy to a Friend in England (Lettres familières d’Italie à un ami en Angleterre), où il décrit ses visites à Voltaire, Rousseau et autres célébrités. Il dit avoir « passé des heures avec ce génie excentrique qui auraient pu être plus utilement employées, mais jamais plus agréablement » avec Laurence Sterne à Turin, en 1765. Presque chaque lettre comporte des anecdotes, à la fois graves et gaies, et des remarques, politiques et philosophiques. La teneur des deux ouvrages qu’il a publiés montre un grand lecteur des littératures classique et moderne.
Il occupe une place prééminente au sein des chasseurs de renards pour avoir été le premier écrivain anglais à avoir décrit en détail et avec précision toute la technique du sport de la chasse dans son ouvrage intitulé Thoughts upon Hare and Fox Hunting; also an account of the most celebrated Dog Kennels in the Kingdom (Réflexions sur la chasse au lièvre et au renard ; avec un compte rendu des chenils les plus célèbres du royaume). En 1781, il a publié ses Essays on Hunting; containing a philosophical inquiry into the nature and properties of Scent; on différera kinds of Hounds, Hares, &c., with an introduction describing the method of Hare-hunting among the Greeks (Essais sur la chasse, contenant une enquête philosophique sur la nature et les propriétés du fumet ; sur différents types de chiens, lièvres, etc., avec une introduction décrivant la méthode de chasse au lièvre chez les Grecs.
Il a représenté Morpeth au 13e Parlement, du 16 mars 1768 au 30 septembre 1774.
Il avait épousé, en 1773, Louisa, fille de Lord Rivers et, par un brevet spécial, accordé en 1802, son fils, William Horace, lui a succédé à la baronnie pour devenir le 3e Lord Rivers. À sa mort, il a été inhumé dans l’église de Stapleton, où sa tombe comporte l’épitaphe suivante :
We die and are forgotten; ‘tis Heaven’s decree:

Thus the fate of others will be the fate of me.

## Jugements
« Jamais renard ou lièvre n’a eu l’honneur d’être chassé à mort par un chasseur aussi accompli ; jamais diner de chasseur n’a été honoré par tant d’urbanité et d’esprit. Il abattait un renard en grec, dénichait un lièvre en latin, inspectait ses chenils en italien et dirigeait ses écuries dans un français exquis »

— Egerton Brydges, Retrospective Review (xiii, 231.